# Oberstes Parteigericht der NSDAP

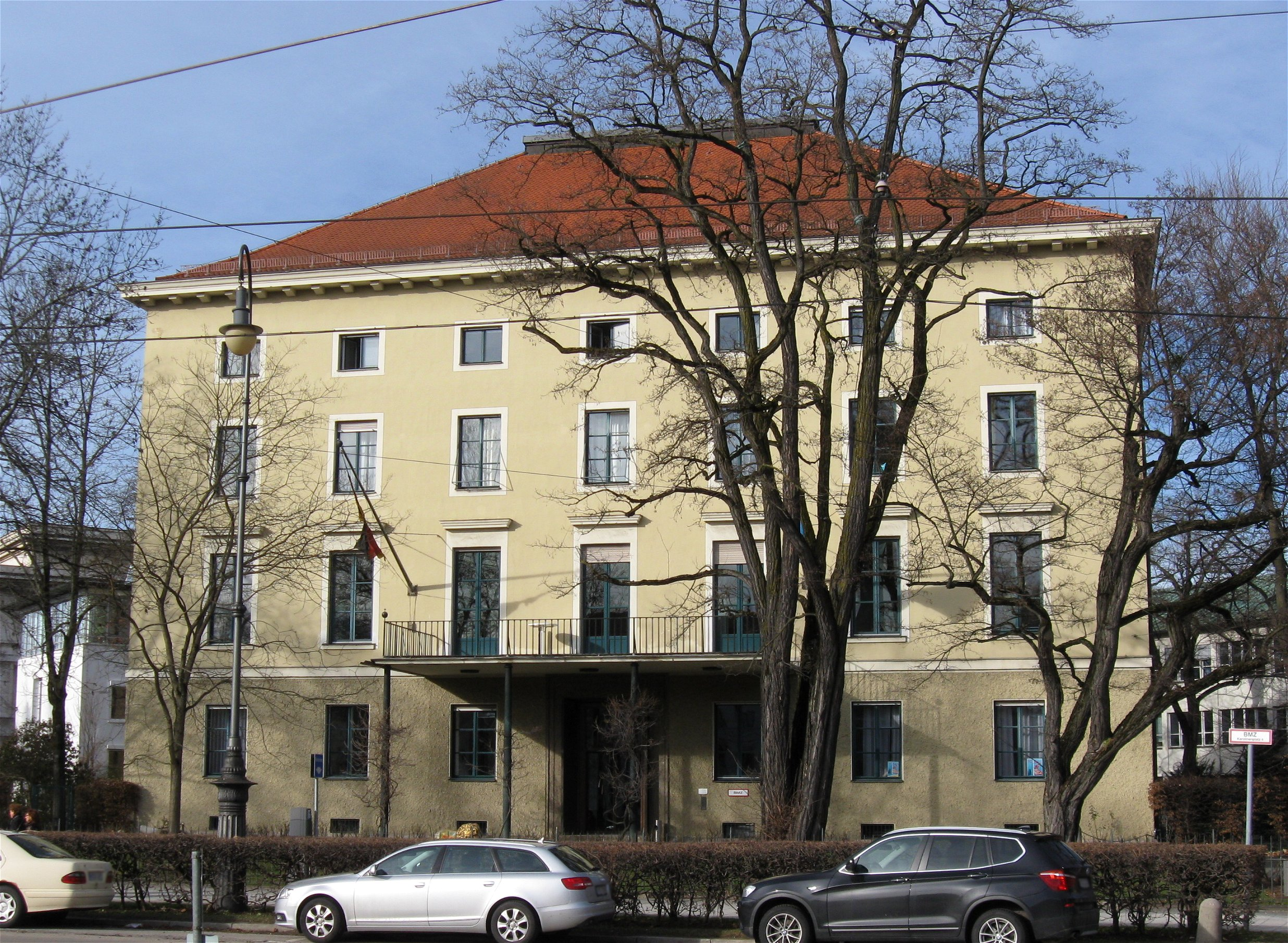
Das wiederaufgebaute Gebäude an der Stelle des ehemaligen Obersten Parteigerichts der NSDAP, 2013

Das Oberste Parteigericht der NSDAP war die höchste Instanz der nationalsozialistischen Parteigerichte zur Durchführung von Parteiordnungsverfahren. Das Gericht hatte seinen Sitz am Karolinenplatz 4 in München.
Durch die Satzung der NSDAP vom 21. Juli 1921 wurden ein Schlichtungsausschuss und ein Untersuchungsausschuss eingerichtet, der alle Neuaufnahmen und Parteiausschlussverfahren zu beurteilen hatte. Adolf Hitler sah diese Ausschüsse als Instrumentarium, innerparteiliche Opposition zu unterbinden. Nach Wiedergründung der NSDAP 1925 wurden die beiden Ausschüsse zum Untersuchungs- und Schlichtungsausschuss (USchlA) vereint. Laut der Satzung vom 25. Mai 1926 war die Hauptaufgabe des neuen Gremiums die Prüfung von Aufnahme- und Ausschlussverfahren und die Schlichtung innerparteilicher Streitigkeiten. 
Auf Gau- und Ortsebene wurden lokale USchlAs gebildet, denen der USchlA in München vorstand. Die Gremien umfassten einen Vorsitzenden und zwei Beisitzer. Um die Gremienmitglieder als ausführendes Organ der Parteiführung nicht zu binden, wurden die zum Ausschluss führenden Tatbestände nicht genau definiert, was dazu führte, dass die Richter weiterreichende Freiheiten hatten.
Zur Darstellung rechtsstaatlicher Grundsätze wurden 1929 für die USchlAs neue Richtlinien erlassen, die sich an der Strafprozessordnung orientierten. 1931 wurde die Zuständigkeit auf die SA und SS erweitert. Nach der Einführung des Gesetzes zur Sicherung der Einheit von Partei und Staat im Dezember 1933 wurden die USchlA in Parteigerichte umbenannt, an deren Spitze das oberste Parteigericht mit mehreren Kammern stand. 
1934 wurden die Verfahren durch neue Richtlinien mehr an Strafverfahren angeglichen. Der Strafkatalog wurde erweitert und Wiederaufnahmeverfahren zugelassen. Die Parteigerichte wurden als eigener Zweig der staatlichen Gerichte angesehen, staatliche Gerichte mussten Rechtshilfe leisten, ab 1936 hatten Richter, die Juristen waren, das Recht, Zeugen und Sachverständige zu vereidigen. 
Bestrebungen, für die SA eine eigene Gerichtsbarkeit zu schaffen, scheiterten am Veto Hitlers und dem Widerstand der Justiz und der Reichswehr.
Das Gericht spielte nach den Novemberpogromen 1938 eine wichtige Rolle, da es durch seine Verfahren half, Verbrechen zu vertuschen und Täter zu decken, und so die NS-Diktatur festigte.
Nach der Verhandlung gegen Josef Wagner, bei dem das Gericht gegen den Willen Hitlers aus formaljuristischen Gründen keine Gründe für eine Verurteilung sah, wurde die Macht des Gerichtes deutlich reduziert, insbesondere da jedes Urteil von der Parteikanzlei bestätigt werden musste. 1944 wurden fast alle parteigerichtlichen Verfahren ausgesetzt.

## Personen, die am obersten Parteigericht tätig waren
- Bruno Heinemann, Vorsitzender bis 1927
- Walter Buch, Vorsitzender von 1927 bis 1945
- Karl Ostberg
- Ulrich Graf
- Hans Frank
- Wilhelm Grimm, Kammervorsitzender bis 9. März 1939[1]
- Walter Knop